# Hisarøyna
Hisarøyna (også skrevet Hiserøyna og Hisarøya) er en ø i Gulen kommune i Vestland fylke i Norge. Den ligger syd for mundingen af Sognefjorden. Det højeste punkt er Veten på 313 meter over havet.
Øen har et areal på 18,5 km² og den er dermed den næst største i kommunen efter Sandøyna. Hisarøyna har 43 indbyggere fordelt på fire steder: Nyhammer, Straume, Stevnebø og Vilsvika. Flest indbyggere bor på Straume med 18 fastboende.